# Dubiaranea inquilina
Dubiaranea inquilina là một loài nhện trong họ Linyphiidae. Loài này được phát hiện ở Brasil.